# Cát Đình Toại
Cát Đình Toại (tiếng Trung: 葛庭燧; bính âm: Gê Tíngsùi; Wade–Giles: Kê T'íng-suì; 3 tháng 5 năm 1913 - 29 tháng 4 năm 2000), còn được gọi là T.S. Kê, là một nhà khoa học Trung Quốc nổi tiếng với những đóng góp của ông trong nội ma sát, sự đàn hồi, vật lý trạng thái rắn và luyện kim. Ông là thành viên của Viện Khoa học Trung Quốc, được biết đến với con lắc kiểu Kê và ao mòn ma sát biên giới hạt Kê được đặt tên theo ông. Vào tháng 3 năm 1982, ông thành lập Viện Vật lý trạng thái rắn ở Hợp Phì, An Huy, Trung Quốc.

## Tiểu sử
Cát Đình Toại sinh ra ở Bồng Lai, tỉnh Sơn Đông. Ông đã được nhận vào Đại học Thanh Hoa vào năm 1930 nhưng bị bệnh phổi đòi hỏi ông phải nghỉ ngơi trong hai năm, nơi ông nhận được một bằng cử nhân vật lý vào năm 1937. Ông đã nhận được bằng thạc sĩ vật lý tại Đại học Yên Kinh năm 1940. Vào tháng 7 năm 1941, ông kết hôn với Hà Di Trinh ở Thượng Hải và tháng sau họ cùng nhau đi đến California. Ông nhận bằng tiến sĩ vật lý sau khi chỉ theo đuổi nó trong hai năm tại Đại học California tại Berkeley năm 1943. Trong những năm 1943-1945 và 1945-1949, tương ứng, ông làm việc như một nhân viên tại Viện Công nghệ Massachusetts và cộng tác nghiên cứu tại Đại học Chicago.
Năm 1949, ông trở về Trung Quốc và trở thành một giáo sư vật lý tại Đại học Thanh Hoa và một nghiên cứu viên tại Phòng thí nghiệm Vật lý Ứng dụng của Viện Hàn lâm Khoa học Trung Quốc (CAS). Vào tháng 10 năm 1952, ông chuyển đến Thẩm Dương để tham gia vào việc thành lập Viện nghiên cứu kim loại của CAS như là một liên kết nghiên cứu, nơi ông trở thành phó giám đốc 1961-1981. Năm 1955, ông được bầu làm hội viên hàn lâm viện của CAS và trở thành một thành viên của Ủy ban Toán học và Vật lý của CAS. Năm 1980, ông được chuyển đến Hợp Phì để thành lập chi nhánh Hợp Phì của CAS, nơi ông giữ chức phó giám đốc và sau đó trở thành người đứng đầu Viện Vật lý trạng thái rắn thành lập vào tháng 3 năm 1982.
Năm 1979, ông là giáo sư thỉnh giảng tại Học viện Max-Planck Metallforschung ở Đức, và vào năm 1980 là một giáo sư thỉnh giảng tại Học viện Khoa học Ứng dụng Quốc gia Lyon ở Pháp.

## Nghiên cứu
Năm 1945, ông bắt đầu nghiên cứu về nội ma sát và tính chất đàn hồi trong kim loại tại Đại học Chicago, nơi ông hoàn thành các nghiên cứu tiên tiến về nghỉ biên giới hạt và nghỉ không tuyến tính anelastic liên quan đến tương tác giữa các khuyết điểm điểm và trật khớp. Công việc này tiếp tục sau khi ông trở về Trung Quốc vào năm 1949, nơi ông đã nghiên cứu sâu hơn nữa. Con lắc xoắn kiểu Kê mang tên của ông cũng như hao mòn ma sát biên giới của hạt Kê. Ông cũng đã đề xuất mô hình biên hạt cho các nhóm nguyên tử rối loạn. Ông cũng tham gia Dự án Manhattan và các dự án Radar tầm xa.

## Giải thưởng
Giáo sư Cát Đình Toại là người nhận nhiều giải thưởng quốc gia và quốc tế như Giải thưởng Zener năm 1989 và Giải thưởng Robert Franklin Mehl năm 1999 (được coi là giải thưởng quốc tế cao nhất trong lĩnh vực khoa học vật liệu).